# Magali Kempenová
Magali Kempenová (* 30. listopadu 1997 Herentals, Antverpy) je belgická profesionální tenistka. Ve své dosavadní kariéře na okruhu WTA Tour vyhrála jeden deblový turnaj. V sérii WTA 125 nevybojovala žádnou trofej. V rámci okruhu ITF získala jedenáct titulů ve dvouhře a dvacet čtyři ve čtyřhře. 
Na žebříčku WTA byla ve dvouhře nejvýše klasifikována v dubnu 2023 na 191. místě a ve čtyřhře v únoru 2025 na 115. místě. Připravuje se na dvorcích TC Sportiva v Hulshoutu.

## Tenisová kariéra

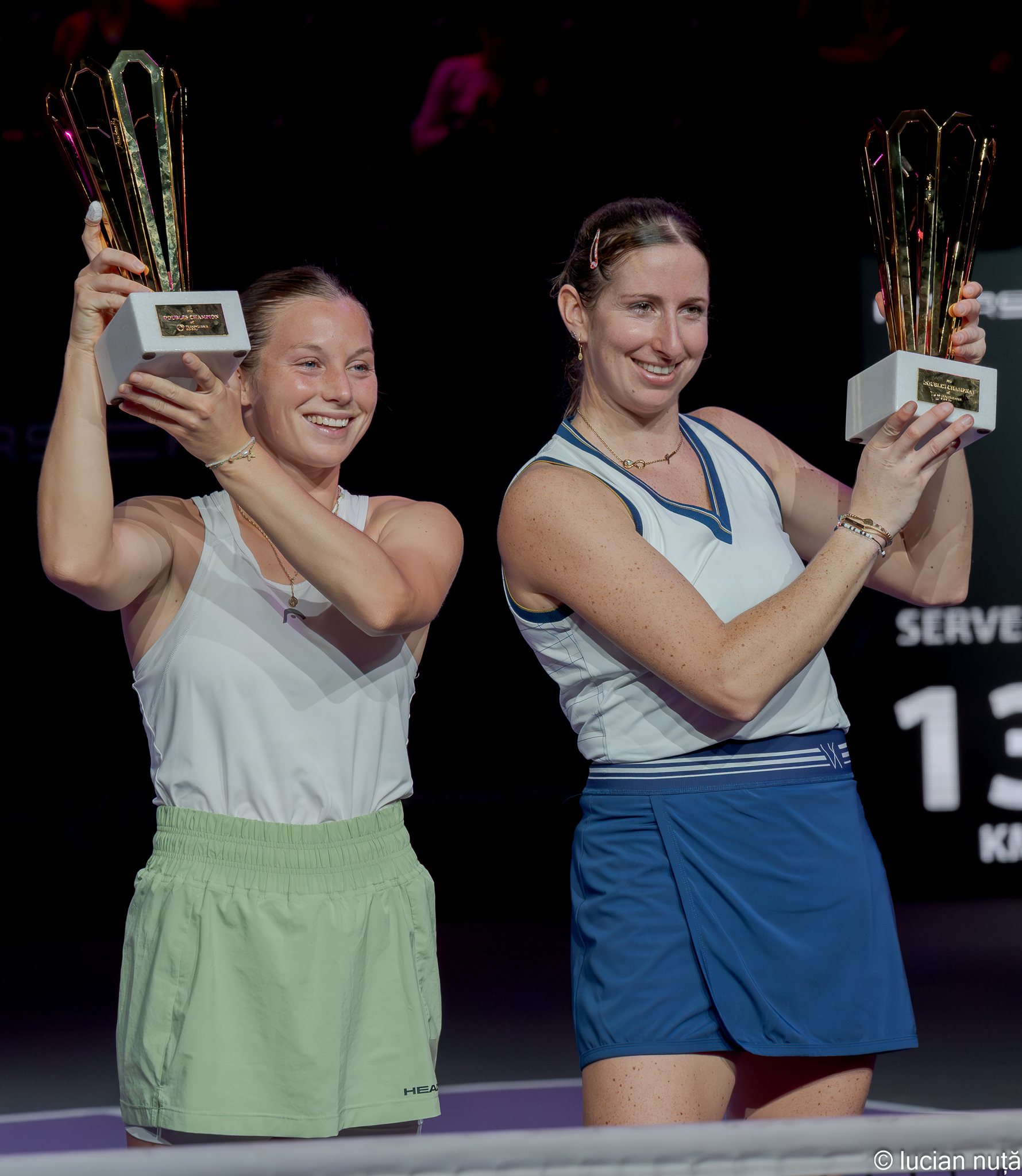
Kempenová (vpravo) se Siskovou s trofejemi z Transylvania Open 2025

Členkou belgického výběru se stala na úvodním ročníku turnaje smíšených týmů, United Cupu 2023. Do grandslamových kvalifikací poprvé zasáhla v sezóně 2023, ale ani na jednom z majorů nepřešla úvodní kvalifikační kolo. Na Australian Open podlehla Brazilce Lauře Pigossiové, na French Open Japonce Mai Hontamové, ve Wimbledonu Američance Robin Montgomeryové a na US Open Španělce Alioně Bolsovové.
V hlavní soutěži okruhu WTA Tour debutovala čtyřhrou antukového Hamburg European Open 2023. S Nizozemkou Rosalií van der Hoekovou na úvod podlehly třetím nasazeným Vivian Heisenové s  Ingrid Neelovou, když po ztrátě úvodní sady a prohraném podání ve druhé soupeřkám skrečovaly. Druhou událost na okruhu odehrála během červencového Livesport Prague Open 2024. S belgickou stabilní spoluhráčkou  Larou Saldenovou však nenašly recept na turnajové čtyřky Camillu Rosatellovou a Kimberley Zimmermannovou.
Do premiérové finále na okruhu WTA Tour postoupila v deblové soutěži podzimního Mérida Open Akron 2024. Do souboje o titul prošly přes třetí nasazené Anastasiji Tichonovovou a Renatu Zarazúovou. V něm podlehly americko-brazilským turnajovým jedničkám Quinn Gleasonové s Ingrid Martinsovou. S Češkou Annou Siskovou pak získala první titul ve čtyřhře Transylvania Open 2025. V závěrečném utkání klužského turnaje ztratily s rumunsko-italským párem Jaqueline Cristianová a Angelica Moratelliová jen čtyři gamy.

## Finále na okruhu WTA Tour

### Čtyřhra: 2 (1–1)
| Legenda            |
| ------------------ |
| Grand Slam (0)     |
| Turnaj mistryň (0) |
| WTA 1000 (0)       |
| WTA 500 (0)        |
| WTA 250 (1–1)      |

| Stav       | č. | datum         | turnaj         | kategorie | povrch    | spoluhráčka    | soupeřky ve finále                          | výsledek |
| ---------- | -- | ------------- | -------------- | --------- | --------- | -------------- | ------------------------------------------- | -------- |
| Finalistka | 1. | listopad 2024 | Mérida, Mexiko | WTA 250   | tvrdý     | Lara Saldenová | Ingrid Martinsová Quinn Gleasonová          | 4–6, 4–6 |
| Vítězka    | 1. | únor 2025     | Kluž, Rumunsko | WTA 250   | tvrdý (h) | Anna Sisková   | Jaqueline Cristianová Angelica Moratelliová | 6–3, 6–1 |

## Tituly na okruhu ITF
| Kategorie okruhu ITF | Kategorie okruhu ITF |
| -------------------- | -------------------- |
| Turnaje W100         | Turnaje W80          |
| Turnaje W75/W60      | Turnaje W50/W40      |
| Turnaje W35/W25      | Turnaje W15/W10      |

### Dvouhra (11 titulů)
| Č.  | datum       | turnaj                        | kategorie | povrch    | poražená finalistka         | výsledek            |
| --- | ----------- | ----------------------------- | --------- | --------- | --------------------------- | ------------------- |
| 1.  | září 2015   | Marsá al-Qantáwí, Tunisko     | W10       | tvrdý     | Joséphine Boualemová        | 6–2, 1–6, 6–4       |
| 2.  | říjen 2015  | Marsá al-Qantáwí, Tunisko     | W10       | tvrdý     | Kathinka von Deichmannová   | 5–7, 6–3, 6–2       |
| 3.  | září 2017   | Middelkerke, Belgie           | W15       | antuka    | Julyette Steurová           | 6–2, 6–2            |
| 4.  | říjen 2017  | Šarm aš-Šajch, Egypt          | W15       | tvrdý     | Lee Pchej-čch'              | 6–7(4), 7–6(5), 6–4 |
| 5.  | leden 2019  | Šarm aš-Šajch, Egypt          | W15       | tvrdý     | Simona Waltertová           | 5–7, 6–3, 6–3       |
| 6.  | únor 2019   | Šarm aš-Šajch, Egypt          | W15       | tvrdý     | Dasha Ivanovová             | 6–3, 6–4            |
| 7.  | duben 2019  | Šarm aš-Šajch, Egypt          | W15       | tvrdý     | Stefania Rogozińská Dziková | 6–1, 6–2            |
| 8.  | únor 2021   | Šarm aš-Šajch, Egypt          | W15       | tvrdý     | Sofia Costoulasová          | 6–3, 6–2            |
| 9.  | březen 2022 | Joué-lès-Tours, Francie       | W25       | tvrdý     | Nastasja Schunková          | 6–3, 6–4            |
| 10. | duben 2023  | Murska Sobota, Slovinsko      | W40       | tvrdý (h) | Marija Timofejevová         | 7–5, 7–5            |
| 11. | únor 2024   | Edgbaston, Spojené království | W50       | tvrdý (h) | Barbora Palicová            | 6–3, 7–6(6)         |

### Čtyřhra (24 titulů)
| Č.  | datum         | turnaj                        | kategorie | povrch    | spoluhráčka              | poražené finalistky                             | výsledek            |
| --- | ------------- | ----------------------------- | --------- | --------- | ------------------------ | ----------------------------------------------- | ------------------- |
| 1.  | srpen 2013    | Koksijde, Belgie              | W25       | antuka    | Nicky Van Dycková        | Marie Benoîtová Kimberley Zimmermannová         | 6–3, 7–6(3)         |
| 2.  | duben 2014    | Heráklion, Řecko              | W10       | tvrdý     | Elke Lemmensová          | Natela Dzalamidzeová Valentini Grammatikopoulou | 1–6, 7–5, [10–8]    |
| 3.  | červen 2014   | Šarm aš-Šajch, Egypt          | W10       | tvrdý     | Anna Morginová           | Jan Abazová Ola Abou Zekryová                   | 6–4, 3–6, [10–2]    |
| 4.  | červenec 2014 | Maaseik, Belgie               | W10       | antuka    | Steffi Distelmansová     | Bernice van de Veldeová Kelly Versteegová       | 6–4, 6–3            |
| 5.  | prosinec 2014 | Džibuti, Džibutsko            | W10       | tvrdý     | Franciesca Stephensonová | Laura Deigmanová Naomi Totková                  | 7–6(7), 6–3         |
| 6.  | říjen 2015    | Marsá al-Qantáwí, Tunisko     | W10       | tvrdý     | Jana Sizikovová          | Patrycja Polańská Anna Slováková                | 7–6(0), 6–4         |
| 7.  | srpen 2016    | Wanfercée-Baulet, Belgie      | W10       | antuka    | Manon Arcangioliová      | Anastasia Smirnovová Victoria Smirnovová        | 6–2, 6–0            |
| 8.  | únor 2017     | Šarm aš-Šajch, Egypt          | W15       | tvrdý     | Shelby Talcottová        | Brenda Njukiová Marlies Szupperová              | 7–6(5), 6–2         |
| 9.  | únor 2017     | Šarm aš-Šajch, Egypt          | W15       | tvrdý     | Britt Geukensová         | Elena Bogdanová Miriam Bulgaruová               | 6–3, 2–6, [10–7]    |
| 10. | květen 2017   | Káhira, Egypt                 | W15       | antuka    | María Herazo Gonzálezová | Sowjanya Bavisettiová Rišika Sunkarová          | 6–1, 6–2            |
| 11. | září 2017     | Middelkere, Belgie            | W15       | antuka    | Sara Cakarevicová        | Cristina Adamescuová Cristina Bucșová           | 6–4, 4–6, [10–5]    |
| 12. | leden 2019    | Šarm aš-Šajch, Egypt          | W15       | tvrdý     | Melanie Klaffnerová      | Jacqueline Cabaj Awadová Fiona Ganzová          | 6–4, 6–1            |
| 13. | duben 2021    | Monastir, Tunisko             | W15       | tvrdý     | Chelsea Vanhoutteová     | Emma Davisová Olivia Gramová                    | 6–4, 6–1            |
| 14. | srpen 2022    | Koksijde, Belgie              | W25       | antuka    | Lara Saldenová           | Amelie van Impeová Hanne Vandewinkelová         | 6–2, 6–2            |
| 15. | září 2022     | Saint-Palais-sur-Mer, Francie | W25       | antuka    | Lu Ťia-ťing              | Marine Partaudová Valerija Strachovová          | 6–4, 6–4            |
| 16. | listopad 2022 | Nantes, Francie               | W60       | tvrdý (h) | Wu Fang-sien             | Veronika Erjavecová Emily Webley-Smithová       | 6–2, 6–4            |
| 17. | listopad 2022 | Pétange, Lucembursko          | W25       | tvrdý (h) | Xenia Knollová           | Bibiane Schoofsová Rosalie van der Hoeková      | 6–0, 6–4            |
| 18. | únor 2023     | Mâcon, Francie                | W40       | tvrdý (h) | Xenia Knollová           | Darja Astachovová Prarthana Thombareová         | 6–3, 6–4            |
| 19. | prosinec 2023 | Monastir, Tunisko             | W25       | tvrdý     | Lara Saldenová           | Katharina Hobgarská Sapfo Sakellaridiová        | 6–7(5), 6–4, [10–4] |
| 20. | únor 2024     | Edgbaston, Spojené království | W50       | tvrdý (h) | Lara Saldenová           | Ali Collinsová Lily Mijazakiová                 | 7–6(6), 6–2         |
| 21. | červen 2024   | La Marsa, Tunisko             | W35       | tvrdý     | Lara Saldenová           | Katarína Kužmová Radka Zelníčková               | 6–4, 7–6(5)         |
| 22. | srpen 2024    | Koksijde, Belgie              | W35       | antuka    | Lara Saldenová           | Laura Böhnerová Funa Kozakiová                  | 6–4, 6–0            |
| 23. | srpen 2024    | Duffel, Belgie                | W35       | antuka    | Ema Kovacevicová         | Tilwith Di Girolamiová Lian Tranová             | 6–1, 6–4            |
| 24. | srpen 2024    | Meerbusch, Německo            | W50       | antuka    | Lara Saldenová           | Gina Marie Dittmannová Vivien Sandbergová       | 6–3, 6–0            |